# Associazione Calcio Hellas Verona 1967-1968
Questa voce raccoglie le informazioni riguardanti l'Associazione Calcio Hellas Verona nelle competizioni ufficiali della stagione 1967-1968.

## Stagione
Nella stagione 1967-1968 il Verona disputa il campionato di Serie B, un torneo a 21 squadre che prevede quindi un riposo a testa, tre promozioni e quattro retrocessioni. Con 48 punti in classifica a pari merito con il Pisa ottiene il secondo posto in classifica e la promozione in Serie A; il torneo è stato vinto dal Palermo con 52 punti. 
La squadra scaligera affidata allo svedese Niels Liedholm parte da favorita del torneo e mantiene le promesse della vigilia, ottenendo la promozione in Serie A, disputando un torneo di grande regolarità si prende infatti 24 punti sia nel girone di andata che in quello del ritorno. Da segnalare che nel momento decisivo del torneo, il Verona si è trovato costretto a disputare a Ferrara in campo neutro le ultime due decisive partite interne del campionato, per la squalifica del campo seguita al grave incidente avvenuto al Bentegodi il 2 giugno 1968, al termine della gara Verona-Lecco (0-0), quando un irresponsabile tifoso veronese ha colpito con una bottiglietta in faccia il calciatore Vinicio Facca del Lecco, al quale l'aggressione è costato un occhio e la carriera. Autore di 13 reti, il miglior realizzatore stagionale gialloblù risulta Gianni Bui. In Coppa Italia il Verona supera il Lecco nella prima partita del primo turno, ma cede al Pisa nella seconda fase sempre del primo turno.

## Divise
| Divisa principale | Divisa alternativa blu | Divisa alternativa gialla |

## Rosa
| N. |                   | Ruolo | Calciatore        |
| -- | ----------------- | ----- | ----------------- |
|    | Italia (bandiera) | P     | Sergio Bertola    |
|    | Italia (bandiera) | P     | Giovanni De Min   |
|    | Italia (bandiera) | D     | Alberto Batistoni |
|    | Italia (bandiera) | D     | Antonio Maggioni  |
|    | Italia (bandiera) | D     | Sergio Petrelli   |
|    | Italia (bandiera) | D     | Roberto Ranghino  |
|    | Italia (bandiera) | D     | Elio Rinero       |
|    | Italia (bandiera) | D     | Giancarlo Savoia  |
|    | Italia (bandiera) | C     | Patrizio Bonafè   |
|    | Italia (bandiera) | C     | Italo Bonatti     |

| N. |                   | Ruolo | Calciatore        |
| -- | ----------------- | ----- | ----------------- |
|    | Italia (bandiera) | C     | Fausto Daolio     |
|    | Italia (bandiera) | C     | Sergio Maddè      |
|    | Italia (bandiera) | C     | Lorenzo Rossi     |
|    | Italia (bandiera) | C     | Giulio Sega       |
|    | Italia (bandiera) | C     | Gianni Tanello    |
|    | Italia (bandiera) | A     | Gianni Bui        |
|    | Italia (bandiera) | A     | Silvano Flaborea  |
|    | Italia (bandiera) | A     | Emiliano Mascetti |
|    | Italia (bandiera) | A     | Paolo Nuti        |

## Calciomercato

### Sessione estiva
| Acquisti | Acquisti          | Acquisti   | Acquisti                   |
| R.       | Nome              | da         | Modalità                   |
| -------- | ----------------- | ---------- | -------------------------- |
| P        | Giovanni De Min   | Pisa       | definitivo                 |
| D        | Alberto Batistoni | Fiorentina | definitivo                 |
| D        | Antonio Maggioni  | Juventus   | prestito                   |
| D        | Elio Rinero       | Juventus   | prestito                   |
| C        | Patrizio Bonafè   | Contarina  | definitivo                 |
| C        | Fausto Daolio     | Milan      | prestito                   |
| C        | Sergio Maddè      | Milan      | comproprietà               |
| A        | Gianni Bui        | Catanzaro  | definitivo (140 milioni £) |
| A        | Silvano Flaborea  | Arezzo     | definitivo                 |
| A        | Emiliano Mascetti | Pisa       | definitivo                 |

| Cessioni | Cessioni           | Cessioni | Cessioni                   |
| R.       | Nome               | a        | Modalità                   |
| -------- | ------------------ | -------- | -------------------------- |
| P        | Renato Piccoli     | Siena    | definitivo                 |
| D        | Umberto Depetrini  | Torino   | fine prestito              |
| D        | Luigi Maldera      | Monza    | fine prestito              |
| D        | Francesco Scaratti | Roma     | definitivo                 |
| C        | Pilade Canuti      | Messina  | definitivo                 |
| C        | Umberto Colombo    | -        | fine carriera              |
| A        | Dino da Costa      | Ascoli   | definitivo                 |
| A        | Lino Golin         | Milan    | definitivo (130 milioni £) |
| A        | Sandro Joan        | Pisa     | definitivo                 |

## Risultati

### Serie B

#### Girone di andata
| Verona 10 settembre 1967, ore 16:30 CEST 1ª giornata | Verona            | 0 – 0 | Monza | Stadio Marcantonio Bentegodi (15 000 spett.)\| Arbitro: \| Pontini (Ferrara) \| |
| Arbitro:                                             | Pontini (Ferrara) |       |       |                                                                                 |

| Arbitro: | Gussoni (Varese) |

|             |           |          |
| Calloni 14’ | Marcatori | 40’ Sega |

| Arbitro: | Pfiffner (Torino) |

|                  |           |              |
| Bui 8’ Maddè 10’ | Marcatori | 87’ Vallongo |

| Palermo 1º ottobre 1967, ore 15:00 CET 4ª giornata | Palermo          | 0 – 0 | Verona | Stadio La Favorita\| Arbitro: \| Torelli (Milano) \| |
| Arbitro:                                           | Torelli (Milano) |       |        |                                                      |

| Arbitro: | Canova (Milano) |

|           |           |          |
| Farina 6’ | Marcatori | 25’ Nuti |

| Arbitro: | Gussoni (Varese) |

|                  |           |  |
| Maddè 30’ (rig.) | Marcatori |  |

| Arbitro: | Toselli (Cormons) |

|               |           |  |
| Fortunato 11’ | Marcatori |  |

| Arbitro: | Lattanzi (Roma) |

|                       |           |               |
| Bonatti 2’ Rinero 69’ | Marcatori | 8’ G. Ferrari |

| Arbitro: | Panzino (Catanzaro) |

|                     |           |  |
| Sega 2’ Bonatti 76’ | Marcatori |  |

| Arbitro: | Gussoni (Varese) |

|                           |           |         |
| Joan 56’, 61’ (rig.), 83’ | Marcatori | 19’ Bui |

| Arbitro: | Vitullo (Roma) |

|  |           |                |
|  | Marcatori | 44’ Bellinazzi |

| Arbitro: | De Robbio (Torre Annunziata) |

|  |           |              |
|  | Marcatori | 32’ Flaborea |

| Reggio Emilia 3 dicembre 1967, ore 14:30 CET 13ª giornata | Reggiana        | 0 – 0 | Verona | Stadio Mirabello\| Arbitro: \| Lattanzi (Roma) \| |
| Arbitro:                                                  | Lattanzi (Roma) |       |        |                                                   |

| 10 dicembre 1967 14ª giornata |  | – Turno di riposo del VERONA |  |  |

| Arbitro: | Valagussa (Lecco) |

|          |           |               |
| Sega 53’ | Marcatori | 7’ Cartasegna |

| Messina 24 dicembre 1967, ore 14:30 CET 16ª giornata | Messina          | 0 – 0 | Verona | Stadio Giovanni Celeste\| Arbitro: \| Branzoni (Pavia) \| |
| Arbitro:                                             | Branzoni (Pavia) |       |        |                                                           |

| Arbitro: | Torelli (Milano) |

|         |           |  |
| Bui 35’ | Marcatori |  |

| Arbitro: | Caligaris (Alessandria) |

|  |           |                   |
|  | Marcatori | 57’ Sega 71’ Nuti |

| Arbitro: | Bernardis (Trieste) |

|                                       |           |              |
| Mascheroni 2’ Ferrari 12’ Petrini 71’ | Marcatori | 67’ Mascetti |

| Arbitro: | Picasso (Chiavari) |

|          |           |             |
| Sega 48’ | Marcatori | 53’ Mujesan |

| Arbitro: | Sbardella (Roma) |

|           |           |                  |
| Paina 64’ | Marcatori | 54’ Nuti 86’ Bui |

#### Girone di ritorno
| Arbitro: | Di Tonno (Lecce) |

|             |           |  |
| Ferrero 81’ | Marcatori |  |

| Arbitro: | Valagussa (Lecco) |

|                                           |           |  |
| Tagliavini 39’ (aut.) Bonatti 57’ Bui 78’ | Marcatori |  |

| Reggio Calabria 18 febbraio 1968, ore 15:00 CET 24ª giornata | Reggina            | 0 – 0 | Verona | Stadio Comunale\| Arbitro: \| Michelotti (Parma) \| |
| Arbitro:                                                     | Michelotti (Parma) |       |        |                                                     |

| Verona 25 febbraio 1968, ore 15:00 CET 25ª giornata | Verona                  | 0 – 0 | Palermo | Stadio Marcantonio Bentegodi\| Arbitro: \| Caligaris (Alessandria) \| |
| Arbitro:                                            | Caligaris (Alessandria) |       |         |                                                                       |

| Arbitro: | Acernese (Roma) |

|                           |           |  |
| Marini 13’ (aut.) Bui 66’ | Marcatori |  |

| Arbitro: | Monti (Ancona) |

|  |           |         |
|  | Marcatori | 38’ Bui |

| Arbitro: | Branzoni (Pavia) |

|         |           |  |
| Bui 62’ | Marcatori |  |

| Arbitro: | De Robbio (Torre Annunziata) |

|             |           |          |
| Soncini 69’ | Marcatori | 58’ Sega |

| Arbitro: | Sbardella (Roma) |

|               |           |  |
| Oltramari 77’ | Marcatori |  |

| Arbitro: | Motta (Monza) |

|  |           |             |
|  | Marcatori | 79’ Piaceri |

| Arbitro: | Carminati (Milano) |

|                                    |           |  |
| Grossi 7’ (rig.) Mencacci 23’, 71’ | Marcatori |  |

| Arbitro: | Porcelli (Lodi) |

|                                                   |           |  |
| Petrelli 30’ Bonatti 42’ Maddè 55’ (rig.) Bui 71’ | Marcatori |  |

| Arbitro: | Sbardella (Roma) |

|                     |           |  |
| Nuti 2’ Bui 6’, 38’ | Marcatori |  |

| 5 maggio 1968 35ª giornata |  | – Turno di riposo del VERONA |  |  |

| Arbitro: | Gonella (Torino) |

|                                     |           |                |
| Turchetto 6’ Dugini 22’ (rig.), 73’ | Marcatori | 81’ (rig.) Bui |

| Arbitro: | Valagussa (Lecco) |

|               |           |  |
| Nuti 11’, 26’ | Marcatori |  |

| Livorno 26 maggio 1968, ore 17:00 CEST 38ª giornata | Livorno        | 0 – 0 | Verona | Stadio Comunale\| Arbitro: \| Monti (Ancona) \| |
| Arbitro:                                            | Monti (Ancona) |       |        |                                                 |

| Verona 2 giugno 1968, ore 17:00 CEST 39ª giornata | Verona          | 0 – 0 | Lecco | Stadio Marcantonio Bentegodi\| Arbitro: \| Genel (Trieste) \| |
| Arbitro:                                          | Genel (Trieste) |       |       |                                                               |

| Arbitro: | Pieroni (Roma) |

|         |           |                |
| Bui 78’ | Marcatori | 52’ Mascheroni |

| Arbitro: | Sbardella (Roma) |

|             |           |                          |
| Galletti 3’ | Marcatori | 43’ Mascetti 69’ Bonatti |

| Arbitro: | De Robbio (Torre Annunziata) |

|             |           |  |
| Bonatti 43’ | Marcatori |  |

### Coppa Italia

#### Primo turno
| Arbitro: | Caligaris (Alessandria) |

|              |           |  |
| Mascetti 53’ | Marcatori |  |

| Arbitro: | Panzino (Catanzaro) |

|             |           |  |
| Colombo 88’ | Marcatori |  |

## Statistiche

### Statistiche di squadra
| Competizione | Punti | In casa | In casa | In casa | In casa | In casa | In casa | In trasferta | In trasferta | In trasferta | In trasferta | In trasferta | In trasferta | Totale | Totale | Totale | Totale | Totale | Totale | D.R. |
| Competizione | Punti | G       | V       | N       | P       | Gf      | Gs      | G            | V            | N            | P            | Gf           | Gs           | G      | V      | N      | P      | Gf     | Gs     | D.R. |
| ------------ | ----- | ------- | ------- | ------- | ------- | ------- | ------- | ------------ | ------------ | ------------ | ------------ | ------------ | ------------ | ------ | ------ | ------ | ------ | ------ | ------ | ---- |
| Serie B      | 48    | 20      | 12      | 6       | 2       | 27      | 7       | 20           | 5            | 8            | 7            | 14           | 20           | 40     | 17     | 14     | 9      | 41     | 27     | +14  |
| Coppa Italia | -     | 1       | 1       | 0       | 0       | 1       | 0       | 1            | 0            | 0            | 1            | 0            | 1            | 2      | 1      | 0      | 1      | 1      | 1      | 0    |
| Totale       | 48    | 21      | 13      | 6       | 2       | 28      | 7       | 21           | 5            | 8            | 8            | 14           | 21           | 42     | 18     | 14     | 10     | 42     | 28     | +14  |

### Andamento in campionato
| Giornata  | 1 | 2  | 3 | 4 | 5 | 6 | 7 | 8 | 9 | 10 | 11 | 12 | 13 | 14 | 15 | 16 | 17 | 18 | 19 | 20 | 21 | 22 | 23 | 24 | 25 | 26 | 27 | 28 | 29 | 30 | 31 | 32 | 33 | 34 | 35 | 36 | 37 | 38 | 39 | 40 | 41 | 42 |
| --------- | - | -- | - | - | - | - | - | - | - | -- | -- | -- | -- | -- | -- | -- | -- | -- | -- | -- | -- | -- | -- | -- | -- | -- | -- | -- | -- | -- | -- | -- | -- | -- | -- | -- | -- | -- | -- | -- | -- | -- |
| Luogo     | C | T  | C | T | T | C | T | C | C | T  | C  | T  | T  | R  | C  | T  | C  | T  | T  | C  | T  | T  | C  | T  | C  | C  | T  | C  | T  | T  | C  | T  | C  | C  | R  | T  | C  | T  | C  | C  | T  | C  |
| Risultato | N | N  | V | N | N | V | P | V | V | P  | P  | V  | N  | R  | N  | N  | V  | V  | P  | N  | V  | P  | V  | N  | N  | V  | V  | V  | N  | P  | P  | P  | V  | V  | R  | P  | V  | N  | N  | N  | V  | V  |
| Posizione | 8 | 14 | 4 | 4 | 6 | 4 | 7 | 5 | 4 | 6  | 8  | 5  | 6  | 7  | 4  | 4  | 3  | 3  | 3  | 3  | 3  | 3  | 3  | 4  | 4  | 3  | 3  | 2  | 2  | 3  | 3  | 5  | 5  | 4  | 4  | 4  | 3  | 4  | 5  | 5  | 3  | 2  |

Legenda:

Luogo: C = Casa; T = Trasferta. Risultato: V = Vittoria; N = Pareggio; P = Sconfitta.

### Statistiche dei giocatori
Sono in corsivo i calciatori che hanno lasciato la società a stagione in corso.
| Giocatore    | Serie B  | Serie B | Serie B     | Serie B    | Coppa Italia | Coppa Italia | Coppa Italia | Coppa Italia | Totale   | Totale | Totale      | Totale     |
| Giocatore    | Presenze | Reti    | Ammonizioni | Espulsioni | Presenze     | Reti         | Ammonizioni  | Espulsioni   | Presenze | Reti   | Ammonizioni | Espulsioni |
| ------------ | -------- | ------- | ----------- | ---------- | ------------ | ------------ | ------------ | ------------ | -------- | ------ | ----------- | ---------- |
| A. Batistoni | 22       | 0       | ?           | ?          | -            | -            | -            | -            | 22       | 0      | 0+          | 0+         |
| S. Bertola   | 17       | -13     | ?           | ?          | 1            | 0            | ?            | ?            | 18       | -13    | ?           | ?          |
| P. Bonafè    | -        | -       | -           | -          | -            | -            | -            | -            | -        | -      | -           | -          |
| I. Bonatti   | 31       | 6       | ?           | ?          | 1            | 0            | ?            | ?            | 32       | 6      | ?           | ?          |
| G. Bui       | 33       | 13      | ?           | ?          | 2            | 0            | ?            | ?            | 35       | 13     | ?           | ?          |
| F. Daolio    | 6        | 0       | ?           | ?          | 2            | 0            | ?            | ?            | 8        | 0      | ?           | ?          |
| G. De Min    | 23       | -14     | ?           | ?          | 1            | -1           | ?            | ?            | 24       | -15    | ?           | ?          |
| S. Flaborea  | 22       | 1       | ?           | ?          | -            | -            | -            | -            | 22       | 1      | 0+          | 0+         |
| S. Maddè     | 37       | 3       | ?           | ?          | 1            | 0            | ?            | ?            | 38       | 3      | ?           | ?          |
| A. Maggioni  | 12       | 0       | ?           | ?          | 2            | 0            | ?            | ?            | 14       | 0      | ?           | ?          |
| E. Mascetti  | 34       | 2       | ?           | ?          | 1            | 1            | ?            | ?            | 35       | 3      | ?           | ?          |
| P. Nuti      | 27       | 6       | ?           | ?          | 2            | 0            | ?            | ?            | 29       | 6      | ?           | ?          |
| S. Petrelli  | 32       | 1       | ?           | ?          | 2            | 0            | ?            | ?            | 34       | 1      | ?           | ?          |
| R. Ranghino  | 33       | 0       | ?           | ?          | 2            | 0            | ?            | ?            | 35       | 0      | ?           | ?          |
| E. Rinero    | 13       | 1       | ?           | ?          | 2            | 0            | ?            | ?            | 15       | 1      | ?           | ?          |
| L. Rossi     | 4        | 0       | ?           | ?          | 1            | 0            | ?            | ?            | 5        | 0      | ?           | ?          |
| G. Savoia    | 38       | 0       | ?           | ?          | -            | -            | -            | -            | 38       | 0      | 0+          | 0+         |
| G. Sega      | 34       | 6       | ?           | ?          | 2            | 0            | ?            | ?            | 36       | 6      | ?           | ?          |
| G. Tanello   | 22       | 0       | ?           | ?          | -            | -            | -            | -            | 22       | 0      | 0+          | 0+         |